# Reserva nacional de Caza
La Reserva Nacional de Caza es una figura de protección medioambiental que se estableció por primera vez en España por la Ley 37/1966, de 31 de mayo. Se trata de una serie de zonas geográficamente delimitadas y sujetas a un régimen cinegético especial, establecidas por Ley con la finalidad de promover, fomentar, conservar y proteger determinadas especies, subordinando a esta finalidad el posible aprovechamiento de su caza. Distintas disposiciones reglamentarias se dictaron en desarrollo de esta ley.
Según la exposición de motivos de dicha ley, las especiales circunstancias de orden físico y biológico que concurren en determinadas comarcas españolas las señalan como núcleos de excepcionales posibilidades cinegéticas, cuya protección, complementada con las adecuadas medidas de conservación y fomento podría garantizar la difícil pervivencia de especies tan características de la fauna ibérica como son la cabra montés, el rebeco, el corzo, el oso, el urogallo y otras. 
Dicha ley creó las siguientes reservas: Ancares (Lugo); Degaña, Somiedo y Sueve (Oviedo); Mampodre y Riaño (León); Saja (Cantabria); Fuentes Carrionas (Palencia); Los Valles, Viñamala, Los Circos y Benasque (Huesca); Alto Pallars (Lérida), Cerdaña y Alto Urgel (Lérida y Gerona); del Cadí (Lérida, Gerona y Barcelona); Fresser y Setcasas (Gerona); Puertos de Beceite (Teruel, Tarragona y Castellón); Cíjara (Badajoz); Tablas de Daimiel (Ciudad Real) y Sierra Nevada (Granada).
Posteriormente algunas de ellas han dejado de existir, por haber quedado incluidas en otras figuras de mayor protección medioambiental, tales como los parques naturales o Nacionales, este fue el caso, por ejemplo, de la de Sierra Nevada, mientras que otras han sido creadas después o modificado el ámbito de las existentes por otras leyes, tanto de carácter estatal como autonómico.